# Tilapia nilowa
Tilapia nilowa (Oreochromis niloticus) – gatunek słodkowodnej ryby z rodziny pielęgnicowatych (Cichlidae) opisany naukowo przez Linneusza pod nazwą Perca nilotica. Jej podgatunek nominatywny opisywany był pod różnymi nazwami, m.in. Tilapia nilotica. Bywa nazywana rybą św. Piotra.

## Zasięg występowania
Wschodnia Afryka – dorzecze Nilu – oraz Izrael. Zasiedlają różne typy zbiorników z wodą słodką. Gatunek introdukowany w wielu krajach. W Polsce od 1990.

## Opis
Ciało krępe, wysokie. Duża głowa z szerokim otworem gębowym. Płetwa grzbietowa długa, ciemno obrzeżona.
Odżywiają się planktonem roślinnym i drobnymi bezkręgowcami, czasem detrytusem. Dojrzałość płciową osiągają w wieku 5–6 miesięcy. Samiec wyznacza rewir na czas tarła. Tilapia nilowa jest pyszczakiem. Ikra składana jest do wykopanego dołka, a po zapłodnieniu pobierana przez samicę do pyska i tam inkubowana. Tilapia nilowa żyje do 5 lat i może osiągać długość 60 cm (samice do 45 cm) przy masie ciała do 5 kg.

## Znaczenie gospodarcze
Hodowlę tilapii nilowej prowadzono prawdopodobnie już w starożytnym Egipcie. Począwszy od lat 40. XX w. akwakultury w kolejnych krajach interesowały się sprowadzeniem tego gatunku. Tilapię introdukowano w Japonii, Tajlandii, Filipinach, Brazylii i Chinach, na które obecnie przypada ponad połowa światowej produkcji. W Polsce hodowlę rozpoczął Zakład Ichtiobiologii i Gospodarki Rybackiej PAN w Gołyszu w 1990.